# Live from the Dark
Live from the Dark är en live-DVD av Europe som släpptes 2005. Den är inspelad på det klassiska Hammersmith Apollo i London under Europes turné Start from the Dark 2004-2005.
På DVD:n hittar man klassiska låtar som "The Final Countdown", "Rock the Night", "Wings of Tomorrow" och "Sign of the Times" och nya tracks som "Got to Have Faith" och "Flames".